# Oia imadatei
Oia imadatei är en spindelart som först beskrevs av Ryoji Oi 1964.  Oia imadatei ingår i släktet Oia och familjen täckvävarspindlar. Inga underarter finns listade i Catalogue of Life.